# Nafas
Pour plus de détails, voir Fiche technique et Distribution.
Nafas (نفس) est un film iranien de 2016 réalisé par Narges Abyar. 
Il a été sélectionné comme candidat iranien du meilleur film en langue étrangère à la 90e cérémonie des Oscars, mais il n'a pas été nommé. 

## Synopsis
La petite Bahar vit une vie issue du folklore et des histoires, toujours la tête dans un livre. Mais, grandissant à Yazd dans les années 1970 et 1980, elle est au centre d'un pays en pleine tourmente : le chah est renversé, l'ayatollah Khomeiny prend le pouvoir et les premiers coups de feu sont tirés dans une guerre acharnée et prolongée contre l'Irak. Pendant plusieurs années, Bahar découvre que rêver dans son propre monde imaginaire est la seule façon pour elle de donner un sens à la douleur et à la souffrance infligées par les humains en guerre.

## Fiche technique
- Titre original : Nafas
- Réalisation : Narges Abyar
- Scénario : Narges Abyar
- Photographie : Saed Nikzat
- Montage : Sajjad Pahlavanzadeh
- Musique : Masoud Sekhavat Doust
- Pays d'origine : Iran
- Langue originale : persan
- Format : couleur
- Genre : drame
- Durée : 112 minutes
- Dates de sortie :
  - Iran : 2016

## Distribution
- Gelare Abasi : le professeur de Bahar
- Mehran Ahmadi : Ghafour
- Jamshid Hashempur : Babri Khan
- Shabnam Moghadami :
- Sareh Nour Mousavi : Bahar
- Pantea Panahiha : la grand-mère de Bahar

## Distinctions
- Prix du meilleur réalisateur au Festival du film Nuits noires 2016 à Tallinn pour Narges Abyar[3]
- Meilleure actrice dans un second rôle au 34e Festival du film de Fajr pour Shabnam Moghaddami[4]